# Анн Вабарна
Анне Вабарна (ест. Anne Vabarna) (9 грудня 1877 (21 грудня 1877); хутір Виполсова, Російська імперія — 7 грудня 1964, с. Тоня, Естонська РСР) — виконавиця рунічних пісень сету і сетуська оповідниця. Носила неофіційний титул «Співоча мати сету» (ест. Setu lauluema). Загалом культурна спадщина Анне Вабарна становить понад 150 тисяч віршованих рядків.

## Життєпис
Народилася в розташованому на березі Чудського озера селі Виповзова, за 4 кілометри на північ від Вярска, четвертою дитиною в сім'ї Тихона і Крепи (ім'я при хрещенні Агрипіна) 21 грудня (за старим стилем 9 грудня) 1877 року. Дитинство Анне пройшло як у всіх селянських дівчаток-сету того часу: всі необхідні для життя знання та навички вона отримала вдома. Деяких хлопчиків сету взимку відправляли вчитися до початкової школи, а навчання дівчаток вважалося непотрібною розкішшю. Анне залишалася неписьменною до кінця життя.
У 18-річному віці Анне засватали до сусіднього села Тоня. У молодості вона мала дефект зовнішності: у дитинстві удар кінського копита зламав дівчині ніс. До неї приходили вісім різних сватів, але рішення про її шлюб прийняли батьки, як це було прийнято у сету. Наречений був старший за Анне, і в шлюб її видали проти її волі: на весіллі Анне плакала не за традицією, а від душі. Але пізніше життя налагодилося. Чоловік Яко (Яків) був працьовитою та добросердою людиною. Анне народила 9 дітей: п'ять доньок та чотирьох синів.
До шлюбу дівчаток сету традиційно звали на ім'я батька, таким чином, у рідному селі Анне знали під ім'ям Тихоні Анне. Після шлюбу вона одержала ім'я чоловіка: Яко Анне. У 1921 році, в ході акції присвоєння прізвищ жителям Естонії народності сету, Анне дали прізвище Вабарн (ест. Vabarn). Пізніше загальновідомим, а потім її офіційним прізвищем стала форма родового відмінка Вабарна (ест. Vabarna).

## Творчість
Здібності до співу Анне успадкувала від матері. Але вона не встигла запозичити весь її репертуар, бо втратила матір у семирічному віці. Найбільше пісень сету вона почула від своєї неодруженої тітки з хворою ногою, яка жила на хуторі брата, та інших навколишніх народних співаків. Виконання народних пісень було частиною повсякденного життя сету, воно неодмінно супроводжувало їх і в роботі, і під час відпочинку.
Як видатну виконавицю рунічних пісень сету Анн Вабарна відкрив фольклорист із Фінляндії Армас Отто Вяйсянен влітку 1923 року. Анне познайомилася з Вяйсяненом ще 1914 року, коли разом з іншими сетуськими жінками заспівала кілька пісень для фонографа Вяйсянена; але тоді вона ще була солісткою.
Анне була відома в Сетумаа як мовна виконавиця народних пісень, яку із задоволенням запрошували співати на весіллях, але спочатку ще більше вона була відома як повитуха. Збирач фольклору Вяйсанен прийшов до неї в 1923 році, щоб розпитати про звичаї сету, пов'язані з народженням дитини, але Анне попросила його також попрацювати і над увічненням сетуської народної лірики. В результаті співачка опинилася в центрі уваги тодішньої інтелігенції. Її творчістю зацікавилися інструктор Товариства прикордонних земель (ест. Piirimaade Selts) Самуель Соммер (Samuel Sommer) та Академічне товариство рідної мови (ест. Akadeemiline Emakeele Selts). За їхнього активного сприяння трьом видатним сетуським співачкам, «Співочим матерям сету» (Гілана Таарка (1856—1933), Мартіна Іро (Martina Iro, 1866—1947 ) та Анне Вабарна), у 1926 році була призначена невелика щомісячна грошова допомога від Естонської Республіки.
Анне Вабарна познайомилася із Самуелем Соммером ще восени 1922 року у Печорах на Першому святі співаків сету. Більш тісний контакт пов'язав Вабарна та Соммера після того, як епічний талант Анне відкрив Вяйсанен. У 1925—1927 роках і пізніше діти Вабарна на її прохання записали тексти багатьох імпровізаційних звернень і подяки, адресованих Соммеру. З цих пісень стає ясно, що Анне Вабарна знала про грошову допомогу, що розподіляється, і своїм співом прагнула заручитися підтримкою впливових осіб (для неї вони персоніфікувалися в Самуеля Соммера). Наприклад, в подячній пісні-імпровізації на честь Товариства рідної мови Вабарна довго описує ті хвилюючі емоції, які вона відчувала дорогою на пошту Вярска і назад, щоб отримати за свій спів першу в житті грошову плату. Адже на весіллях, де вона співала, їй дякували, згідно з традиціями сету, лише натурою — їжею та напоями.
Самуель Соммер у 1924—1936 роках за участю шкільної молоді сету провів нову кампанію із запису фольклору сету, результатом якої постала збірка народних пісень обсягом понад 124 000 написаних його рукою сторінок, яка зберігається в Національному архіві Естонії.
До свого 50-річчя Анне Вабарна ніколи не виїжджала за межі Печорського повіту. Перший її великий публічний виступ з хором (у якому разом з нею співали і дві її доньки) поза Сетумаа відбувся в Тарту 3 грудня 1928 року в театрі «Ванемуйне». Влітку того ж року хор Вабарна брав участь в Естонському святі пісні в Таллінні. А. О. Вяйсянен організував виступ Вабарна та її хору з трьох осіб у Гельсінкі на Культурному конгресі у червні 1931 року. Фінські газети не скупилися на похвалу: «талановита співачка», смілива виконавиця", «відмінна імпровізаторка». Під час візиту до Гельсінкі 37 фрагментів з репертуару Анне Вабарна було збережено на фонографічних котушках у Звуковому архіві Фінського літературного товариства..
Ще в 1940 році, після радянської окупації Естонії, Анне Вабарна запросили виступити в Концертному залі «Естонія» в Таллінні, де її пісня-вітання отримала бажану увагу та визнання. Після Другої світової війни Анне Вабарна змушена адаптуватись до нового політичного режиму. У її репертуарі з'явилася пара обов'язкових імпровізацій із вихваляннями Йосипа Сталіна, пісні про колгоспний лад і радянську мирну політику тощо. До цього часу Вабарна мала понад 60 років, але була сповнена життєвих сил і прагнула побачити світ. У 1947 році Анне Вабарна зі своїм хором виступила на святкуванні 800-річчя міста в Москві. У тому ж році їй було призначено державну персональну пенсію.
Старість народної оповідниці не була безтурботною. Наприкінці 1950-х від невеликої виразки на шиї помер її син Арво (Тимофей), який отримав професію вчителя в Тарту і працював далеко від дому. Восени 1962 року вчинив самогубство передостанній син Анне — Михайло. Незважаючи на удари долі, Вабарна зберігала життєрадісність. Коли дозволяло здоров'я, вона виступала на місцевих вечірках і дуже хотіла знову мати можливість співати у віддалених від рідного краю місцях. У своїх пісенних імпровізаціях лікарям, що лікували її, вона неодноразово кумедно хвалить лікарів, які не пустили до неї «наречених» з могили: вона не хоче поспішати на зустріч з ними, тому що «пісок більше не дозволить ворушити язиком».
Анне Вабарна померла 6 грудня 1964 року в селі Тоня на 87-му році життя. Похована 12 грудня того ж року на цвинтарі селища Вярска.
Могила Анне Вабарна внесена до Державного регістру пам'яток культури Естонії.

## Творча спадщина
Результатом співпраці А. О. Вяйсанена та Анне Вабарна стали 8 500 віршованих рядків, у тому числі — перший (весільний) епос сету розміром 5 580 рядків «Suurõq sajaq», записаний на фонограф у 1923 році. Вяйсянен зробив Анне Вабарна відомою по всій Естонії своєю другою частиною книги «Seto lugõmik» та статтями, опублікованими в пресі.
У 1927 році, на прохання студента філологічного факультету Тартуського університету Паулопрійта Воолайне (Paulopriit Voolaine, 1899—1985), Анне Вабарна начитала сетуський епос «Peko», в якому розповідається про життя і пригоди народного героя Пеко, який став богом родючості, допомагав Ісусу Христу, і похований у Псковсько-Печерському монастирі. Епос записав під диктування Анне її 19-річний син Іво (Іван). Епос зберігається на 388 сторінках зошита як суцільний текст (без поділу на віршовані ряди). На початку 1928 року Воолайне видав реферат епосу в журналі «Eesti Kirjandus» («Естонська література»).
Наприкінці 1927 року, знову на прохання Воолайні, Вабарна за 6 тижнів надиктувала віршований роман «Ale». Рукопис містив загалом 10 042 рядки у двох зошитах, і через два місяці Воолайне представив естонській громадськості новий твір народної оповідниці.
Співпраця Анне Вабарна та Воолайні тривала, і з ініціативи останнього Вабарна розробила тему Пеко. Результатом стала підготована наприкінці 1929 року Частина II епосу «Пеко», що містила 4 318 рядків. Вабарна запропонувала заспівати, як суворий Пеко керує людьми, судить та іншим чином бере участь у житті людей (тобто розвинути тему, якої не було в першій частині «Пеко»). Зі свого боку Воолайне порадив їй включити до другої частини різні народні пісні (зокрема, «Ilolaul», «Ilmatütar» тощо та казки сету. Про результат Воолайн знову розповідає в журналі «Eesti Kirjandus» (1930). Приблизно у цей час видаються нові епічні композиції: «Ivvan Hirmus» (1 724 строки), «Keväjälaul» (2 578 строк), «Tammõlaul» (2 781 строка) та «Kõivolaul» (1 152 строки).
В подальшому Анне Вабарна почала створювати пісні навіть без отримання замовлень від Воолайні, оскільки вона продовжувала отримувати грошову допомогу від естонського уряду. Нові теми та предметні області вона переважно знаходила у природі. Незважаючи на чергування персонажів у пісні, Вабарна застосовувала композиційну схему, що практично повторюється, у всіх своїх нових піснях. Відсутність епічної активності та розвитку подій оповідниця компенсувала діалогами між персонажами: природні явища чи дерева (переважно, брати чи родичі) зустрічаються, розповідають одне одному про своє життя та роботу, хвилюються, радіють, сперечаються і потім повертаються кожен на своє місце. Сюди відносяться створені в середині 1930-х років «Pedäjälaul» (927 рядків), «Kuusõlaul» (1 180 рядків), «Kadajalaul» (610 рядків), «Mõisa uibo ja talo uibo» (1 176 рядків), «Tuulõlaul» (1 918 рядків), «Tulõlaul» (1 078 рядків), «Viilaul» (1 158 рядків).
Після Другої світової війни збереженням пісенного та усного репертуару Анне Вабарна зайнялися професійні фольклористи та студенти. У 1948—1949 роках експедиція Інституту мови та літератури Академії наук Естонської РСР, спрямована в Сетумаа, записала в Анне Вабарна близько 110 народних пісень. У ході спільного походу в Сетумаа працівників відділення народної пісні Літературного музею та Естонського радіо в 1959 році Анне Вабарна наспівала і розповіла на магнітофонну стрічку 62 твори народної творчості.
Загалом культурна спадщина Анне Вабарна становить понад 150 тисяч віршованих рядків.
- Тексти та ноти 13 пісень Анни Вабарна. Антологія естонської народної музики(ест.)

## Пам'ять
- На батьківщині Анне Вабарна, в селі Виповзова, на камені встановлено пам'ятну дошку, скульптор Ельмар Ребане (Elmar Rebane)[3].
- На могилі Анне Вабарна стоїть мармуровий пам'ятник, автор — скульптор Ельмар Ребане[6].
- Волость Сетомаа нагороджує премією імені Анне Вабарна діячів за визначну діяльність у галузі збереження самобутньої сетуської культури[8].[9]
- У 2011 році в Росії проходив конкурс «Ім'я фінно-угорського світу», в якому вепси, іжора, водь, сету, фіни-інгерманландці, бесерм'яні, ліви та інші фінно-угри голосували за своїх видатних та гідних прославлення земляків. Серед кандидатів на почесне звання «Ім'я фінно-угорського світу» була Анне Вабарна[10].

## Світлини
- Анне Вабарна біля свого будинку в селі Тоня, 1929 рік
- Портрет Анне Вабарна, художник Август Пулст, 1934 рік
- Анн Вабарна в Центральному будинку працівників мистецтв, Москва, 1947 рік
- Анне Вабарна відкриває піснею свято фольклору у Виру, 21 червня 1952 року
- Жінки-сету в національних костюмах, Анне Вабарна третя справа. Село Тоня, 1960 рік
- Пам'ятний камінь Анне Вабарна, 1989 рік

## Нащадки
- Праправнучка — Яне Вабарна (нар. 23.06.1980) — естонська діячка культури та мистецтва, популяризаторка культури сету, майстриня рукоділля ; в 2015—2016 роках — Намісник Короля сету[et]). Лауреатка премії імені Анни Вабарна[11].
- Праправнук — Ялмар Вабарна[et] (нар. 17.04.1987) — виконавець естонських народних та поп-пісень, учасник ансамблів Trad.Attack![en] , Zetod та Viljandi Guitar Trio[et]. Його дружина Сандра Вабарна[et] (до шлюбу Сандра Сілламаа, нар.. 29.04.1985) — естонська музикантка, учасниця та менеджерка ансамблю Trad. Attack!.

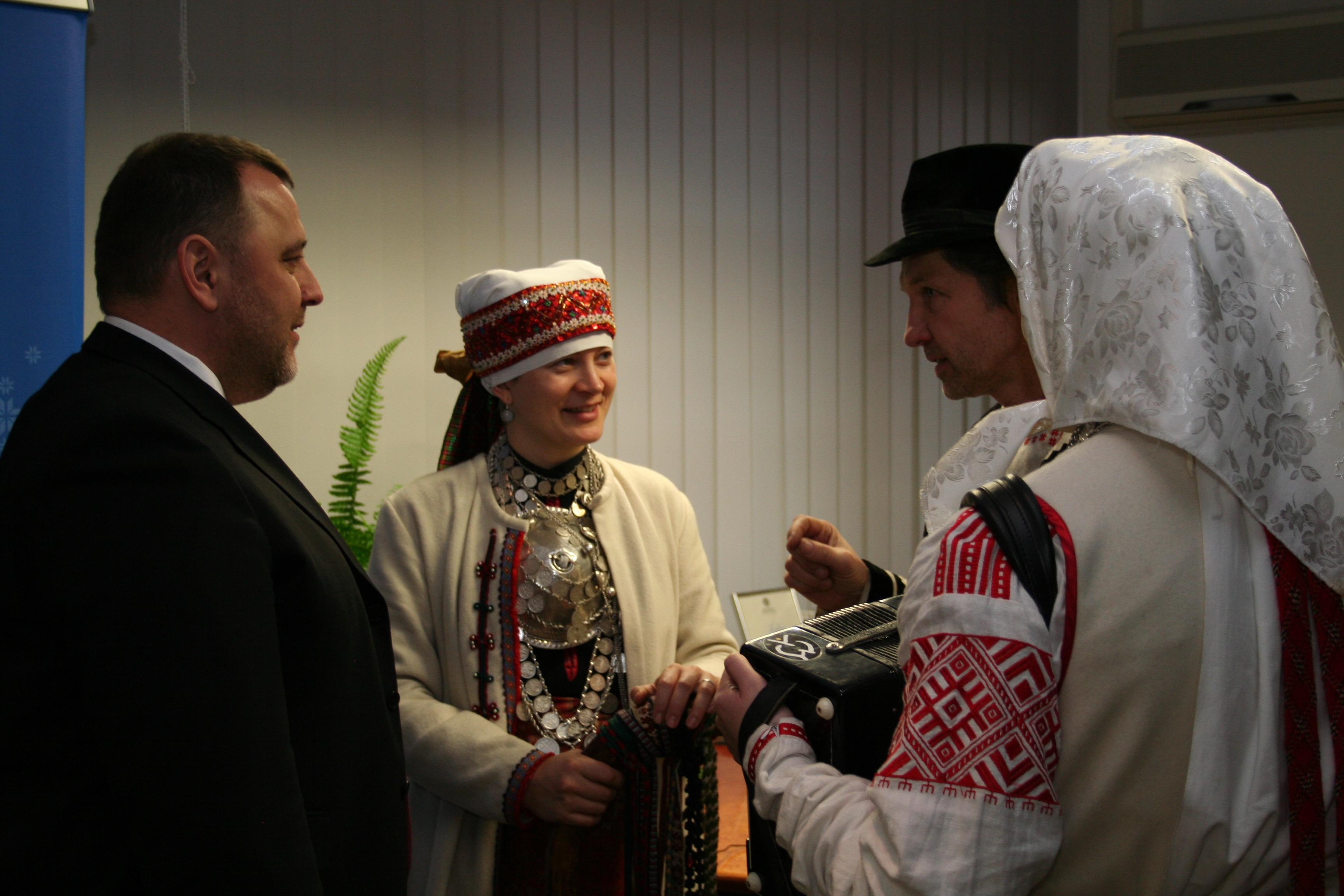
Яне Вабарна, правнучка Анне Вабарна, на прийомі у Міністерстві фінансів, 2015 рік
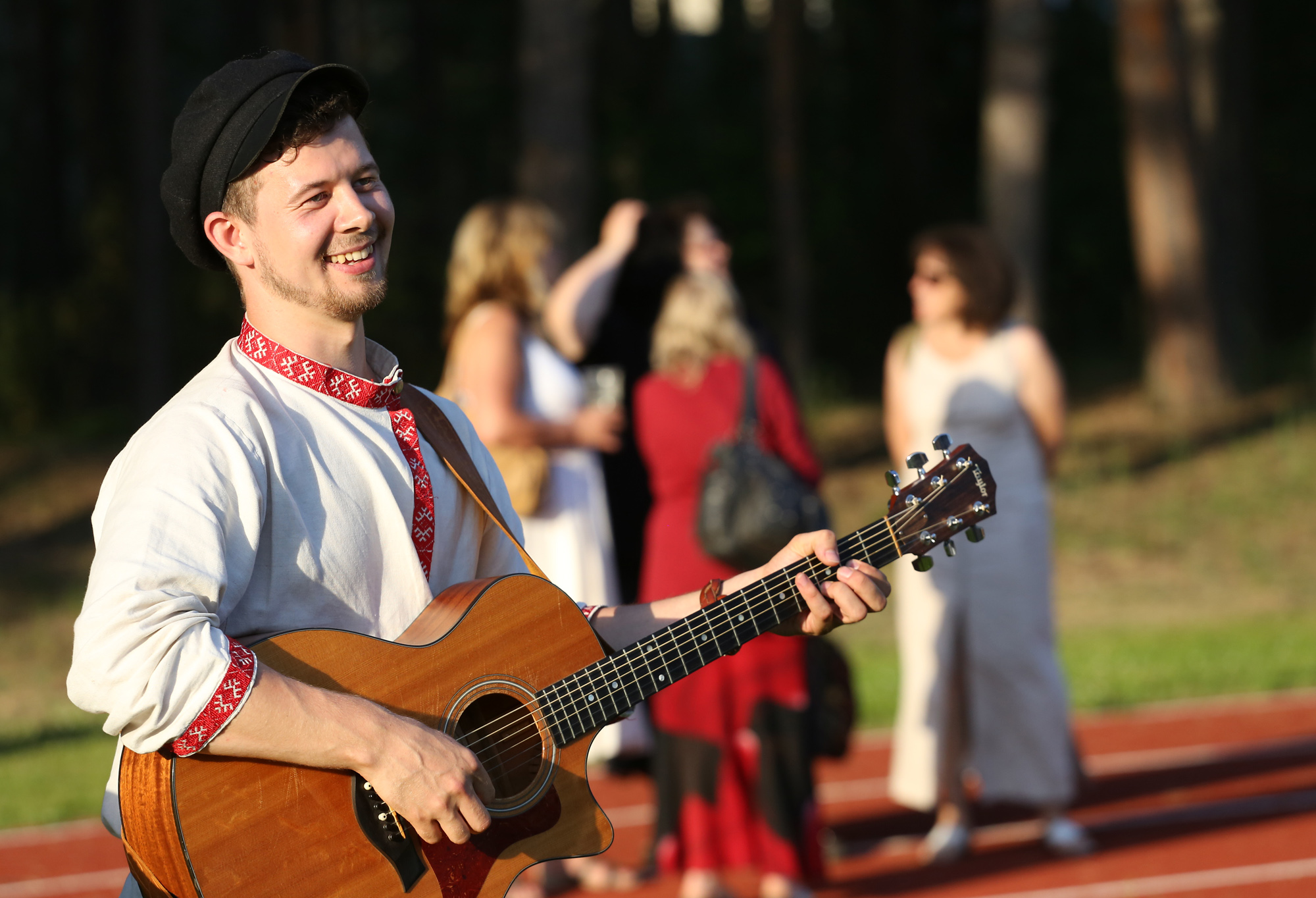
Ялмар Вабарна, правнук Анн Вабарна, на пісенному святі сету у Вярську, 2013 рік